# Trojská karta
Trojská karta je společná, ročně vydávaná, vstupenka opravňující vždy k jednomu vstupu do pražské Botanické zahrady, Zoo Praha a do Trojského zámku, v němž jsou výstavní prostory Galerie hlavního města Prahy. Zmíněné tři lokality však není nutné navštívit během jediného dne. Je to však třeba stihnout během platnosti dané karty, tedy od začátku dubna do cca konce září konkrétního roku. Držitelé Trojské karty mohou navíc navštívit i některé akce, které jsou pro ně pořádány.
Cílem Trojské karty je zvýšení atraktivity trojské kotliny pro turisty a posílení povědomí obyvatel Prahy i jejích návštěvníků o tamních službách.

## Historie
Trojská karta je vydávána od roku 2006. Před uzavřením dohody o jejím vydávání bylo nutné nainstalovat jednotný systém pro platby i odbavování návštěvníků ve všech třech institucích.

## Ceny a období platnosti Trojské karty
| Rok  | Platnost | Platnost | Vstupné (v Kč) | Vstupné (v Kč)        | Vstupné (v Kč)                        |
| Rok  | od       | do       | dospělí        | děti (od 6 do 15 let) | rodinné (2 dospělí a 2 děti od 6 let) |
| ---- | -------- | -------- | -------------- | --------------------- | ------------------------------------- |
| 2006 | 8. dubna | 30. září | 120            | 60                    | 270                                   |
| 2007 | 1. dubna | 30. září | 200            | 100                   | 500                                   |
| 2008 |          |          | 250            | 130                   | 650                                   |
| 2009 | 1. dubna | 4. října | 250            | 130                   | 650                                   |
| 2010 |          |          | 250            | 130                   | 650                                   |
| 2011 | 1. dubna | 2. října | 250            | 130                   | 650                                   |
| 2012 | 1. dubna | 30. září | 280            | 160                   | 750                                   |